# Hockey Club Milano Quanta 2017-2018
Questa voce raccoglie le informazioni riguardanti l'Hockey Club Milano Quanta nelle competizioni ufficiali della stagione 2017-2018.

## Organigramma societario
- Presidente: Umberto Quintavalle
- Vicepresidente: Riki Tessari
- Segretario: Ornella Buzzi
- Direttore Sportivo: Riki Tessari
- Addetto Stampa: Cristina Lupi

## Organico

### Giocatori
| N° | Naz.              | Ruolo      | Sportivo             |  |  |  |
| -- | ----------------- | ---------- | -------------------- |  |  |  |
|    | Italia (bandiera) | Portiere   | Federico Brescianini |  |  |  |
|    | Italia (bandiera) | Portiere   | Luca Canizzaro       |  |  |  |
|    | Italia (bandiera) | Portiere   | Carlo Corbani        |  |  |  |
|    | Italia (bandiera) | Portiere   | Mattia Maj           |  |  |  |
|    | Italia (bandiera) | Difensore  | Andrea Arcese        |  |  |  |
|    | Italia (bandiera) | Difensore  | Andrea Bellini       |  |  |  |
|    | Italia (bandiera) | Difensore  | Matteo Barsanti      |  |  |  |
|    | Italia (bandiera) | Difensore  | Riccardo Buggin      |  |  |  |
|    | Italia (bandiera) | Difensore  | Andrea Comencini     |  |  |  |
|    | Italia (bandiera) | Difensore  | Fabio Rigoni         |  |  |  |
|    | Italia (bandiera) | Difensore  | Stefano Uccelli      |  |  |  |
|    | Italia (bandiera) | Attaccante | Emanuele Banchero    |  |  |  |
|    | Italia (bandiera) | Attaccante | Brayan Belcastro     |  |  |  |
|    | Italia (bandiera) | Attaccante | Andrea Delfino       |  |  |  |
|    | Italia (bandiera) | Attaccante | Emanuele Ferrari     |  |  |  |
|    | Italia (bandiera) | Attaccante | Nicola Fontanive     |  |  |  |
|    | Italia (bandiera) | Attaccante | Alessio Lettera      |  |  |  |
|    | Italia (bandiera) | Attaccante | Fabio Lievore        |  |  |  |
|    | Italia (bandiera) | Attaccante | Luca Ronco           |  |  |  |
|    | Italia (bandiera) | Attaccante | Christopher Zagni    |  |  |  |

### Staff tecnico
- Allenatore:  Luca Rigoni